# Стони Риџ (Охајо)
Стони Риџ (енгл. Stony Ridge) насељено је место без административног статуса у америчкој савезној држави Охајо.

## Демографија
По попису из 2010. године број становника је 411.
| Група             | 2000.    | 2010.       |
| Белци             | 0 (0,0%) | 382 (92,9%) |
| Афроамериканци    | 0 (0,0%) | 12 (2,9%)   |
| Азијати           | 0 (0,0%) | 1 (0,2%)    |
| Хиспаноамериканци | 0 (0,0%) | 14 (3,4%)   |
| Укупно            | 0        | 411         |